# Microlicia psammophila
Microlicia psammophila är en tvåhjärtbladig växtart som beskrevs av John Julius Wurdack. Microlicia psammophila ingår i släktet Microlicia och familjen Melastomataceae. Inga underarter finns listade i Catalogue of Life.